# Viveiro de peixe

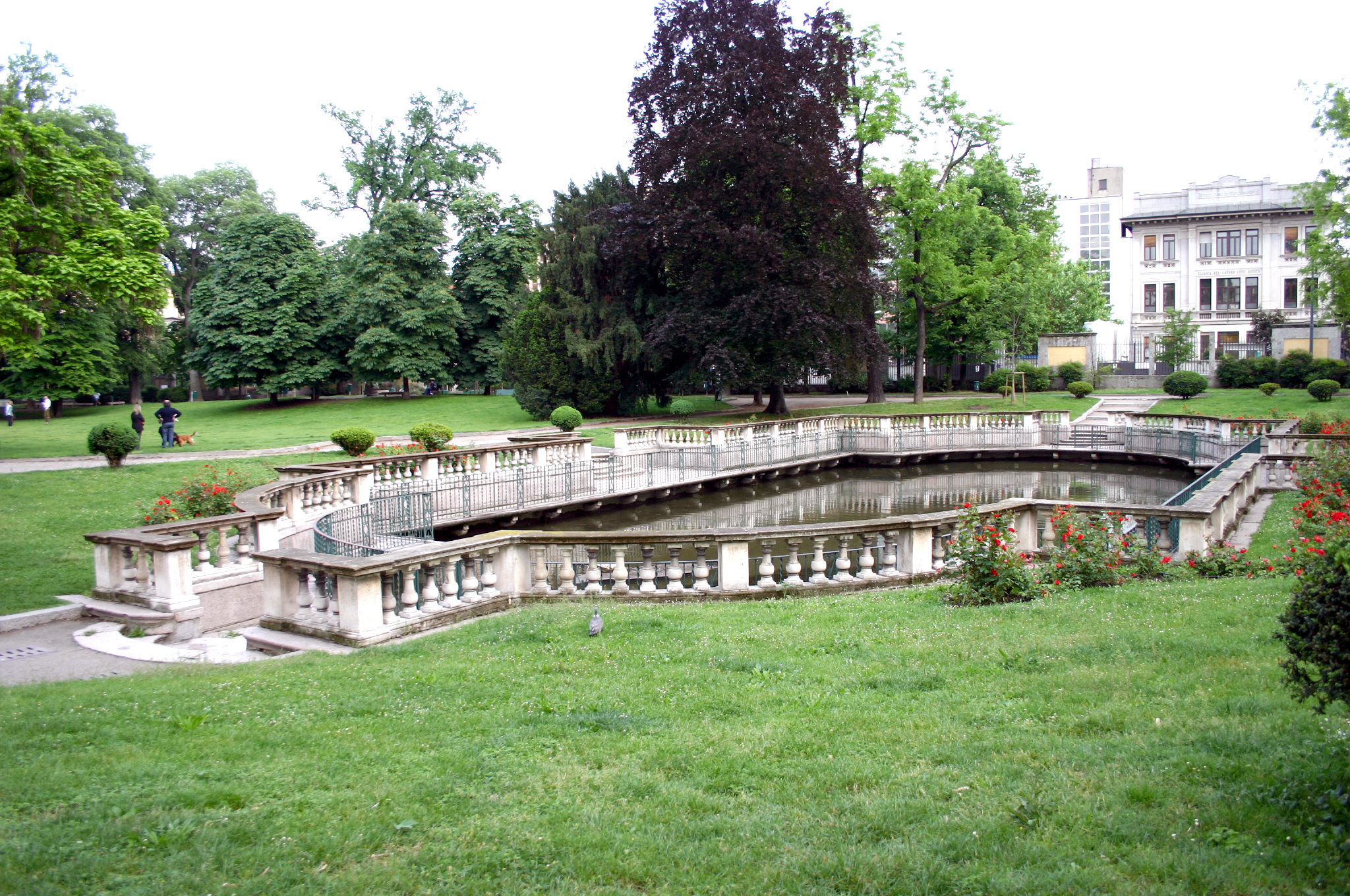
Viveiro de peixes no Giardini della Guastalla, Milão.

Um viveiro de peixes ou lagoa de peixes é um tipo de lagoa, artificial abastecida com peixes e usada para aquacultura de pequenas proporções, pesca recreativa ou propósitos puramente ornamentais. Na Idade Média, era de uso comum em mosteiros e castelos, para comunidades pequenas e parcialmente autossuficientes. Com a imposição da Igreja de que em  determinados dias não se poderia comer carne, tais viveiros eram especialmente úteis.